# Guaraciaba, Minas Gerais
Guaraciaba este un oraș în Minas Gerais (MG), Brazilia.